# Piet van der Velden
Pieter (Piet) van der Velden (Amsterdam, 5 september 1899 - aldaar, 2 april 1975) was een Nederlands waterpolospeler.
Piet van der Velden nam eenmaal deel aan de Olympische Zomerspelen in 1920. Tijdens het toernooi speelde hij één wedstrijd.
Gé Bohlander · 
Johan Cortlever · 
Leen Hoogendijk · 
Carl Kratz · 
Karel Meijer · 
Piet Plantinga · 
Jean van Silfhout · 
Karel Struijs · 
Piet van der Velden